# 確認団体
確認団体（かくにんだんたい）とは、日本の公職選挙法に定められた所定の要件を満たすことにより、選挙運動期間中に特定の政治活動を行うことを認められた、政党その他の政治団体のことをいう。

## 概要
市区町村議会議員選挙（政令指定都市議会議員選挙を除く）・町村長選挙以外の公職選挙における選挙運動期間中に、当該選挙区内で政党その他の政治団体が、政談演説会・街頭政談演説を開催し、ポスター・立札・看板等を掲示し、ビラを頒布し、自動車・拡声機を使用して宣伝を行うことは原則として禁止されており、違反した場合は刑罰の対象となる。
この例外として、所属候補者を一定数擁立したうえで確認書の交付を受けた政党・政治団体に対してのみ、一定の制約の下で、以上のような政治活動を行うことを認める制度が設けられている。これが確認団体制度である。なお公職選挙法・同施行令・同施行規則のいずれにも「確認団体」という名称は用いられていないが、上記確認書の交付を受けた政党・政治団体のことを一般に「確認団体」と呼ぶことから、制度自体も「確認団体制度」と呼ぶことが多い。
現在、確認団体制度の対象となっているのは参議院議員選挙・都道府県議会議員選挙・政令指定都市議会議員選挙・都道府県知事選挙・市長及び特別区長選挙の5つである。後述するように、衆議院議員選挙については政党・政治団体による政治活動の原則禁止を維持したまま確認団体制度を廃止し、代わりに「候補者届出政党」による選挙運動を幅広く認める制度を導入している。

## 確認団体となるための要件
選挙の種類によって異なる必要な数の所属候補者・支援候補者を擁立した上で、参議院議員選挙については総務大臣に、その他の選挙については選挙管理委員会に申請を行い、確認書の交付を受ける必要がある。
| 選挙の種類                                       | 必要な所属候補者・支援候補者数                                    |
| ------------------------------------------------ | ----------------------------------------------------------------- |
| 参議院（通常）                                   | 比例区に候補者を擁立している または全国を通じて所属候補者10名以上 |
| 都道府県議会（一般） 政令指定都市議会（一般）    | 所属候補者3名以上                                                 |
| 上記3種の選挙に関する 再選挙・補欠選挙・増員選挙 | 所属候補者1名以上                                                 |
| 都道府県知事 市長及び特別区長                    | 所属候補者または支援候補者1名以上                                 |

なお衆議院議員総選挙において確認団体制度が設けられていた時代は「全国を通じて所属候補者25名以上」が要件とされていた。

## 確認団体が行える政治活動
特に区別されていない場合は、通常選挙・一般選挙と、その再選挙・補欠選挙・増員選挙で行える政治活動の範囲・上限は同じである。
| 政治活動の種類     | 選挙の種類                                        | 行える政治活動の範囲・上限                                            |
| ------------------ | ------------------------------------------------- | --------------------------------------------------------------------- |
| 政談演説会の開催   | 参議院 都道府県知事                               | 衆院選小選挙区ごとに1回                                               |
| 政談演説会の開催   | 都道府県議会 政令指定都市議会                     | 所属候補者数×4回                                                      |
| 政談演説会の開催   | 市長及び特別区長                                  | 2回                                                                   |
| 街頭政談演説の開催 | 共通                                              | 停止中の政治活動用自動車上とその周辺（8:00〜20:00）                   |
| 自動車の使用       | 参議院（通常）                                    | 6台、ただし所属候補者10名超の場合は+5名ごとに+1台                     |
| 自動車の使用       | 都道府県議会 政令指定都市議会                     | 1台、ただし所属候補者8名超の場合は3名を超える人数+5名ごとに+1台       |
| 自動車の使用       | 参議院（再・補欠） 都道府県知事・市長及び特別区長 | 1台                                                                   |
| 拡声機の使用       | 共通                                              | 政談演説会場・街頭政談演説場・政治活動用自動車上で使用可              |
| ポスターの掲示     | 参議院（通常）                                    | 70,000枚、ただし所属候補者10名超の場合は+5名ごとに+5,000枚            |
| ポスターの掲示     | 都道府県議会 政令指定都市議会                     | 選挙区ごとに100枚、ただし選挙区所属候補者1名超の場合は+1名ごとに+50枚 |
| ポスターの掲示     | 参議院（再・補欠） 都道府県知事                   | 衆院選小選挙区ごとに500枚                                             |
| ポスターの掲示     | 市長及び特別区長                                  | 1,000枚                                                               |
| 立札・看板の掲示   | 共通                                              | 政談演説会告知用は演説会ごとに5枚、演説会場内と自動車掲示用は無制限   |
| ビラの頒布         | 参議院                                            | 届け出たもの3種類                                                     |
| ビラの頒布         | 参議院以外                                        | 届け出たもの2種類                                                     |

## 複数の選挙が並行する場合の扱い
複数の選挙に関する選挙区・選挙運動期間が重なる場合、一つの選挙について確認団体となっていなくても、他の選挙について確認団体となっていれば、そちらの資格に基づく範囲で前述した政治活動を行うことが認められる。
例えば新自由クラブは1980年の第12回参院選で確認団体とならなかったが、同日選挙となった第36回総選挙について確認団体となっていたため、その資格に基づいて選挙運動期間中に政治活動を行うことができた。

## 確認団体制度の歴史
1952年の公職選挙法改正に伴い、衆議院議員総選挙について導入されたのが始まりである。さらに1954年の改正で参議院議員通常選挙・衆参両院の再選挙と補欠選挙・都道府県知事選挙・市長選挙が、1970年の改正で都道府県議会議員選挙・政令指定都市議会議員選挙が、それぞれ制度の対象に加わった。
その後、1994年の改正により衆院選での確認団体制度は廃止された。これは小選挙区比例代表並立制の導入に際して小選挙区における「候補者届出政党」の選挙運動が広範に認められるようになったためとされる。ただし概要の項で述べた政党その他の政治団体による政治活動の原則禁止が解除されたわけではなく、また「候補者届出政党」となれるのは政党要件を満たした政党に限られるため、政党要件を満たさないミニ政党・新党にとっては、25名以上の所属候補者を擁立しさえすれば実績に関わらず政治活動ができた確認団体制度より不利な制度となっている。この点について最高裁は憲法第14条に反するとまでは言えないとしているが、複数の反対意見が付されるなど、違憲説も根強く見られる。

## 衆議院議員総選挙における確認団体
確認団体制度の下で行われた衆議院議員総選挙は1952年の第25回総選挙から1993年の第40回総選挙までである。前述の通り「全国を通じて所属候補者25名以上」を擁立することが確認団体となる要件だった。
この候補者数のハードルは参議院議員通常選挙のそれより高く、全国で百数十に分かれた選挙区に25名以上の公認候補者を擁立し、選挙戦を展開できるのは、組織力のある五大政党（自民党・社会党・公明党・共産党・民社党）とその直系政党にほぼ限られていた。なお五大政党が総選挙において確認団体たる地位を失ったことは一度もない。
それ以外の政党・政治団体が確認団体となることは珍しく、五大政党以外では第34回総選挙から第36回総選挙まで確認団体として総選挙を闘った新自由クラブ、確認団体制度の下で行われた最後の総選挙である第40回総選挙に確認団体として参戦した新生党・日本新党が目立つ程度である。1978年の結成以来一貫して衆議院に議席を持っていた社会民主連合は一度も総選挙で確認団体になったことがなく、また新生党・日本新党と同じ保守系新党の新党さきがけは確認団体とならずに第40回総選挙を闘った。その他、いくつかのミニ政党が確認団体となることもあったが、基本的に参議院議員通常選挙と比べて確認団体の数は少ないままに推移した。
以下、各総選挙における確認団体の一覧を掲載する。並びは獲得議席数順（同数の場合は得票数順）である。
| 回次   | 執行年 | 議席を獲得した確認団体                                         | 議席を獲得しなかった確認団体 |
| ------ | ------ | -------------------------------------------------------------- | ---------------------------- |
| 第25回 | 1952年 | 自由党 改進党 右派社会党 左派社会党 協同党                     | 日本共産党                   |
| 第26回 | 1953年 | 自由党 改進党 左派社会党 右派社会党 日本自由党 日本共産党      |                              |
| 第27回 | 1955年 | 日本民主党 自由党 左派社会党 右派社会党 日本共産党             |                              |
| 第28回 | 1958年 | 自由民主党 日本社会党 日本共産党                               |                              |
| 第29回 | 1960年 | 自由民主党 日本社会党 民主社会党 日本共産党                    |                              |
| 第30回 | 1963年 | 自由民主党 日本社会党 民主社会党 日本共産党                    | 肥後亨事務所                 |
| 第31回 | 1967年 | 自由民主党 日本社会党 民主社会党 公明党 日本共産党             |                              |
| 第32回 | 1969年 | 自由民主党 日本社会党 公明党 民主社会党 日本共産党             | 立憲養正會                   |
| 第33回 | 1972年 | 自由民主党 日本社会党 日本共産党 公明党 民社党                 |                              |
| 第34回 | 1976年 | 自由民主党 日本社会党 公明党 民社党 日本共産党 新自由クラブ    |                              |
| 第35回 | 1979年 | 自由民主党 日本社会党 公明党 日本共産党 民社党 新自由クラブ    | 日本労働党                   |
| 第36回 | 1980年 | 自由民主党 日本社会党 公明党 民社党 日本共産党 新自由クラブ    | 日本労働党                   |
| 第37回 | 1983年 | 自由民主党 日本社会党 公明党 民社党 日本共産党                 |                              |
| 第38回 | 1986年 | 自由民主党 日本社会党 公明党 日本共産党 民社党                 |                              |
| 第39回 | 1990年 | 自由民主党 日本社会党 公明党 日本共産党 民社党                 | 真理党 地球維新党            |
| 第40回 | 1993年 | 自由民主党 日本社会党 新生党 公明党 日本新党 日本共産党 民社党 | 雑民党 国民党                |

## 参議院議員通常選挙における確認団体
確認団体制度の下で行われた最初の参議院議員通常選挙は1956年の第4回参院選である。制度導入以来「全国を通じて所属候補者10名以上」という要件に変動はないが、1982年の公職選挙法改正で全国区制から比例代表制へと移行した際に「名簿届出政党等であること」（すなわち比例区に所属候補者を擁立していること）が新たな要件として追加されている。
この候補者数のハードルは衆議院議員総選挙のそれより低かったものの、全国区制が採用されていた頃は確認団体の数もそれほど多くなく、総選挙と同じような顔ぶれが続いていた。しかし比例代表制への移行に伴い団体数は一挙に激増、ピークとなった1989年の第15回参院選では実に41もの政党・政治団体が確認団体としての認定を受けるに至った。その後は供託金の引き上げや参院選比例区における新聞広告費の実費負担制度導入などによってミニ政党の出馬は減少傾向にあり、近年は確認団体の数も落ち着きつつある。
比例区は政党・政治団体を結成しないと出馬することすらできず、しかも一定の議員数・実績（所属国会議員5名以上または直近の国政選挙において得票率2%、ただし1994年の法改正まで得票率要件は4%）を有する政党は所属候補者1名でも比例区に名簿を出せるのに対し、議員数・実績のないミニ政党は全国を通じて所属候補者10名以上を擁立しないと名簿を出せない制度となっている。そのため比例区への出馬を希望する無所属候補やミニ政党の候補は、10名以上の候補者を揃えて名簿届出政党となり、その際に併せて確認団体となるのが一般的である。
以下、各通常選挙における確認団体の一覧を掲載する。並びは獲得議席数順（同数の場合は全国区・比例区得票数順）である。

### 全国区制時代
| 回次   | 執行年 | 議席を獲得した確認団体                                                                | 議席を獲得しなかった確認団体 |
| ------ | ------ | ------------------------------------------------------------------------------------- | ---------------------------- |
| 第4回  | 1956年 | 自由民主党 日本社会党 緑風会 日本共産党                                               |                              |
| 第5回  | 1959年 | 自由民主党 日本社会党 緑風会 日本共産党                                               |                              |
| 第6回  | 1962年 | 自由民主党 日本社会党 民主社会党 日本共産党                                           |                              |
| 第7回  | 1965年 | 自由民主党 日本社会党 公明党 民主社会党 日本共産党                                    | 議会主義政治擁護国民同盟     |
| 第8回  | 1968年 | 自由民主党 日本社会党 公明党 民主社会党 日本共産党                                    |                              |
| 第9回  | 1971年 | 自由民主党 日本社会党 公明党 日本共産党 民社党                                        |                              |
| 第10回 | 1974年 | 自由民主党 日本社会党 公明党 日本共産党 民社党                                        |                              |
| 第11回 | 1977年 | 自由民主党 日本社会党 公明党 民社党 日本共産党 新自由クラブ 社会市民連合 革新自由連合 | 日本女性党                   |
| 第12回 | 1980年 | 自由民主党 日本社会党 公明党 日本共産党 民社党                                        | マルクス主義労働者同盟       |

### 比例代表制時代
| 回次   | 執行年 | 議席を獲得した確認団体                                                                                      | 議席を獲得しなかった確認団体 |
| ------ | ------ | --- | --- |
| 第13回 | 1983年 | 自由民主党 日本社会党 公明党 日本共産党 民社党 サラリーマン新党 新自由クラブ民主連合 福祉党 第二院クラブ    | 無党派市民連合 田中角栄を政界から追放する勝手連 MPD・平和と民主運動 自由超党派クラブ 教育党 日本国民政治連合 雑民党 日本世直し党 世界浄霊会 |
| 第14回 | 1986年 | 自由民主党 日本社会党 公明党 日本共産党 民社党 税金党 サラリーマン新党 第二院クラブ 新自由クラブ            | 福祉党 年金党 老人福祉党 社会を明るく住みよくする全国婦人の会 社会主義労働者党 日本みどりの党 MPD・平和と民主運動 教育党 日本世直し党 日本みどりの連合 雑民党 民声党 環境党 日本教育正常化促進連盟 世界浄霊会 正義と人権を守り明日の日本を考える救国斬奸党 協和党 大日本誠流社 |
| 第15回 | 1989年 | 日本社会党 自由民主党 連合の会 公明党 日本共産党 民社党 税金党 第二院クラブ スポーツ平和党                  | サラリーマン新党 進歩党 年金党 新自由クラブ ちきゅうクラブ 福祉党 老人福祉党 原発いらない人びと みどりといのちのネットワーク 太陽の会 新自由党 社会主義労働者党 国会議員を半分に減らす会 緑の党 UFO党 教育党 人間党 日本世直し党 全婦会救国党ミニ政党悪税消費税反対大連合 新政クラブ MPD・平和と民主運動 環境党 大行社政治連盟 エイズ根絶性病撲滅国民運動太陽新党 日本青年社 政事公団太平会 雑民党 道州制推進会議 世界浄霊会 日本国民権利擁護連盟 大日本誠流社 主権在民党 |
| 第16回 | 1992年 | 自由民主党 日本社会党 公明党 日本共産党 日本新党 民社党 スポーツ平和党 第二院クラブ                         | 社会民主連合 老人福祉党 年金党 新自由党 風の会 モーター新党 希望 発明政治 全日本ドライバーズクラブ 国民新党 国民党 進歩自由連合 環境党 教育党 平民党 中小企業生活党 日本世直し党 日本国民政治連合 日本愛酢党 文化フォーラム 「開星論」のUFO党 国際政治連合 表現の自由党 雑民党 平成改新党 フリーワークユニオン 地球維新党 政事公団太平会 世界浄霊会 大日本誠流社 連合の会                                                                                                 |
| 第17回 | 1995年 | 自由民主党 新進党 日本社会党 日本共産党 新党さきがけ 民主改革連合 第二院クラブ 平和・市民                   | スポーツ平和党 平成維新の会 日本福祉党 さわやか新党 新自由党 青年自由党 全日本ドライバーズクラブ みどりといのちの市民・農民連合 新しい時代をつくる党 教育党 国民党 「開星論」のUFO党 日本世直し党 憲法みどりの農の連帯 雑民党 世界浄霊会 平民党 自由と表現 新しい政治の風 庶民の声 文化フォーラム |
| 第18回 | 1998年 | 自由民主党 民主党 日本共産党 公明 自由党 社会民主党                                                         | 新社会党 新党さきがけ 女性党 第二院クラブ 自由連合 スポーツ平和党 青年自由党 維新政党・新風 |
| 第19回 | 2001年 | 自由民主党 民主党 公明党 自由党 日本共産党 社会民主党 保守党                                                | 自由連合 第二院クラブ 新党・自由と希望 女性党 新社会党 無所属の会 維新政党・新風 |
| 第20回 | 2004年 | 民主党 自由民主党 公明党 日本共産党 社会民主党                                                              | 女性党 みどりの会議 維新政党・新風 |
| 第21回 | 2007年 | 民主党 自由民主党 公明党 日本共産党 社会民主党 国民新党 新党日本                                            | 女性党 9条ネット 維新政党・新風 共生新党 |
| 第22回 | 2010年 | 自由民主党 民主党 みんなの党 公明党 日本共産党 社会民主党 たちあがれ日本 新党改革                           | 国民新党 日本創新党 女性党 幸福実現党 |
| 第23回 | 2013年 | 自由民主党 民主党 公明党 日本維新の会 日本共産党 みんなの党 社会民主党                                      | 生活の党 新党大地 緑の党グリーンズジャパン みどりの風 幸福実現党 |
| 第24回 | 2016年 | 自由民主党 民進党 公明党 おおさか維新の会 日本共産党 社会民主党 生活の党と山本太郎となかまたち              | 日本のこころを大切にする党 支持政党なし 新党改革 国民怒りの声 幸福実現党 |
| 第25回 | 2019年 | 自由民主党 立憲民主党 公明党 日本維新の会 日本共産党 国民民主党 れいわ新選組 社会民主党 NHKから国民を守る党 | 安楽死制度を考える会 幸福実現党 オリーブの木 労働の解放をめざす労働者党 |
| 第26回 | 2022年 | 自由民主党 立憲民主党 公明党 日本維新の会 日本共産党 国民民主党 れいわ新選組 社会民主党 NHK党 参政党        | 維新政党・新風 幸福実現党 ごぼうの党 新党くにもり 日本第一党 |